# Ban Chấp hành Trung ương Đảng Lao động Dân chủ Xã hội Nga
Ban Chấp hành Trung ương Đảng Lao động Dân chủ Xã hội Nga (tiếng Nga: ЦК РСДРП) hay còn được gọi Trung ương Đảng Lao động Dân chủ Xã hội Nga là cơ quan do Đại hội Đảng lần thứ nhất Đảng Lao động Dân chủ Xã hội Nga cử ra vào ngày 3/3/1898.

## Hoàn cảnh
Đại hội tổ chức từ ngày 1-3/3/1898 tại Minsk, Đế quốc Nga. Tại Đại hội các bên chủ trương đoàn kết các nhóm dân chủ xã hội hợp thành một Đảng duy nhất. Đại hội đã tuyên bố thành lập Đảng Lao động Dân chủ Xã hội Nga và thông qua "Tuyên bố của Đảng Lao động Xã hội Dân chủ Nga" do Peter Struve viết. Cơ quan chính thức của Đảng là Rabochaya Gazeta. Đại hội đã bầu ra Ban Chấp hành Trung ương Đảng Lao động Dân chủ Xã hội Nga.

## Cơ cấu

### Khóa I (1898–1903)
Đại hội đã bầu ra Ban Chấp hành Trung ương Đảng khóa I gồm các ủy viên sau:
- Alexander Kremer (1865–1935) — bị bắt tháng 7/1898.
- Stepan Radchenko (1869–1911) — bị bắt năm 1902.
- Boris Eidelmann (1867–1939) — bị bắt 8/3/1898.

### Khóa II (1903–1905)
| Ủy viên Thường vụ - Gleb Krzhizhanovsky (1872–1959) — rời khỏi Đảng 27/7/1904. - Friedrich Lengnik (1873–1936) — bị bắt 16/6/1904. - Vladimir Noskov (1878–1913) — bị bắt 9/2/1905. | Ủy viên bổ sung - Fyodor Gusarov (1875–1920) — bầu bổ sung 29/09/1903. - Rosalia Zemlyachka (1876–1947) — bầu bổ sung 29/09/1903. - Leonid Krasin (1870–1926) — bầu bổ sung 29/09/1903. - Maria Essen (1872–1956) — bầu bổ sung 29/09/1903. - Vladimir Lenin (1870–1924) — bầu bổ sung 11/1903. - Lev Galperin (1872–1951) — bầu bổ sung 11/1903. - Joseph Dubrovinsky (1877–1913) — bầu bổ sung 7/1904. - Lev Karpov (1879–1921) — bầu bổ sung 7/1904. - Alexei Lyubimov (1879–1919) — bầu bổ sung 7/1904. - Yekaterina Alexandrova (1864–1943) — bầu bổ sung 11/1904. - Viktor Krochmal (1873–1933) — bầu bổ sung 11/1904. - Vladimir Rozanov (1876–1939) — bầu bổ sung 11/1904. | Ủy viên dự khuyết - Aleksandr Kvyatkovsky (1878–1926) — bầu bổ sung 1904. - Mikhail Silvin (1874–1955) — bầu bổ sung 1904. |

### Khóa III (1905-1906)
| Ủy viên Thường vụ - Leonid Krasin (1876–1926) - Vladimir Lenin (1878–1924) - Dmitry Postolovsky (1876–1948) - Alexey Rykov (1881–1938) — rời khỏi Trung ương Đảng không rõ năm | Ủy viên - Sergey Gusev (1874–1933) - Pyotr Rumyantsev (1870–1925) - Ivan Sammer (1870–1921) - Maria Essen (1872–1956) | Ủy viên dự khuyết - Alexander Bogdanov (1873–1928) — bầu năm 1905. |